# Distretto elettorale di Okatyali
Il distretto elettorale di Okatyali è un distretto elettorale della Namibia situato nella Regione dell'Oshana con 3.187 abitanti al censimento del 2011. Il capoluogo è la città di Okatyali.